# Sasha Mitchell
Ne doit pas être confondu avec Sacha Distel.
Pour les articles homonymes, voir Mitchell.
Sasha Mitchell, né le 27 juillet 1967 à Los Angeles en Californie aux États-Unis, est un acteur américain.

## Biographie
Principalement connu pour ses rôles dans des séries télévisées. Il a interprété James Richard Beaumont dans Dallas et Cody Lambert dans Notre belle famille. Il mesure 1,90 m[réf. nécessaire], et est également ceinture noire de Tae Kwon Do.

## Vie privée
En 1990, il épouse Jeannette Robbins, avec qui il aura quatre enfants, avant de divorcer en 1997. Au cours de leur mariage, la police fut appelée au domicile conjugal pour enquêter sur des violences domestiques, dont sa femme l'accusait. Sasha Mitchell a révélé par la suite que sa femme souffrait d'une addiction aux drogues, ce qui lui a permis d'obtenir la garde exclusive de ses enfants.
Ceux-ci s'appellent Paulina Justine, née en 1988, Caroline, née en 1990, Stacy, née en 1996, et Ethan, né en 1997.
Il s'est marié en décembre 2010 avec Rachel Mitchell, et a divorcé en 2014.

## Carrière
Avant d'être acteur, Sasha Mitchell fut modèle pour l'agence de mannequinat de Bruce Weber pendant un an. Il fut également mannequin pour Calvin Klein.
De 1989 à 1991, il apparait dans la série phare de CBS, Dallas (il joue le fils illégitime de J.R. Ewing). Il fait quelques apparitions en tant que « guest » dans d'autres séries comme Rags to Riches.
Il tient l'un des rôles principaux en 1988 dans le film Spike of Bensonhurst, puis en 1994 dans Class of 1999 II: The Substitute. Ceinture rouge avec deux barrettes noires de taekwondo et champion de kickboxing, il prit la relève de Jean-Claude Van Damme dans le rôle principal de Kickboxer 2: The Road Back  qu'il reprendra dans Kickboxer 3 et 4.
L'un de ses rôles les plus connus est celui de Cody Lambert, le neveu un peu simplet de Franck Lambert (joué par Patrick Duffy, qui jouait déjà son oncle dans Dallas) dans la série Notre belle famille.
Il a également fait une apparition dans les séries Urgences, JAG et New York Police Blues.

## Filmographie

### Cinéma
- 1987 : Riposte immédiate (Death Before Dishonor) : Ruggier
- 1988 : Spike of Bensonhurst de Paul Morrissey : Spike Fumo
- 1991 : Kickboxer 2 : David Sloan
- 1992 : Kickboxer 3 : David Sloan
- 1994 : Kickboxer 4 : David Sloan
- 1994 : Class of 2001 (Class of 1999 II: The Substitute) : John Bolan
- 2000 : Gangland : Derek
- 2000 : Luck of the Draw : Buddy
- 2001 : Stammed : Slammer
- 2003 : The Failures : Reflexor
- 2003 : Dickie Roberts, ex enfant star (Dickie Roberts: Former Child Star) : l'homme du feu rouge
- 2010 : Tales of an Ancient Empire : Rodrigo
- 2015 : EP/Executive Protection : Issac
- 2016 : Smoke Filled Lungs : Peter
- 2016 : I Love You Both : Ted
- 2016 : The Chemist : Blade
- 2018 : Father and Father (Court-métrage) : Big Baldy
- 2019 : Drunk Parents : Shope

### Télévision
- 1986 : Pleasures (Téléfilm) : Antonio
- 1986 : St. Elsewhere (Série TV) : Southie
- 1986 : Rags to Riches : The Duke
- 1987 : Not Quite Human (Téléfilm) : Bryan Skelly
- 1989 : The Flamingo Kid (Téléfilm) : Jeffrey Willis
- 1989 : The Parent Trap IV : Hawaiian Honeymoon (Téléfilm) : Jack
- 1989-1991 : Dallas (Série TV) : James Beaumont
- 1991-1998 : Notre belle famille (Step by Step) (Série TV) : Cody Lambert
- 1998 : The Love Boat: The Next Wave (Série TV) : Ron
- 2000 : This is How The World Ends (Téléfilm) : Un flic
- 2002 : JAG (Série TV) : Commander Curry
- 2004-2005 : Urgences (ER) (Série TV) : Bartender / Patrick
- 2005 : New York Police Blues (Téléfilm) : Darian Lasalle
- 2015 : Frontlines (Téléfilm) : Capt. Samuels